# Denominacija (ekonomija)
Denominácija v denarništvu pomeni uvedbo nove denarne enote, ki zamenja večje število starih denarnih enot, praviloma za mnogokratnik števila deset. Denominacija se običajno izvede ob veliki inflaciji, jugoslovanski dinar je bil tako dvakrat denominiran, leta 1965 in 1989.